# Lijst van Amerikaanse ministers van Financiën
De minister van Financiën (Engels: Secretary of Treasury) leidt het ministerie van Financiën van de Verenigde Staten.
De minister van Financiën is belast met financiering en monetaire zaken en was tot 2003 belast met enkele zaken rondom nationale veiligheid en defensie. Het merendeel van de wetshandhavingsdiensten zoals de Bureau of Alcohol, Tobacco, Firearms and Explosives (ATF) en de Secret Service (USSS) werden toegewezen aan het ministerie van Binnenlandse Veiligheid. In 1993 voegde president Bill Clinton de minister van Financiën toe aan de Nationale Veiligheidsraad.
| Nr.    | Minister van Financiën Secretary of the Treasury | Minister van Financiën Secretary of the Treasury | Minister van Financiën Secretary of the Treasury | Ambtstermijn             | Ambtstermijn      | Partij(en)                   | President(en)                         | Kabinet(en)              |
| ------ | ------------------------------------------------ | ------------------------------------------------ | ------------------------------------------------ | ------------------------ | ----------------- | ---------------------------- | ------------------------------------- | ------------------------ |
| 1      |                                                  | Alexander Hamilton                               | Alexander Hamilton (1755/57–1804)                | 11 september 1789        | 31 januari 1795   | F                            | George Washington (1789–1797)         | Washington               |
| Vacant |                                                  |                                                  |                                                  |                          |                   |                              | George Washington (1789–1797)         | Washington               |
| 2      |                                                  | Oliver Wolcott jr.                               | Oliver Wolcott jr. (1760–1833)                   | 3 februari 1795          | 1 januari 1801    | F                            | George Washington (1789–1797)         | Washington               |
| 2      | F                                                | Oliver Wolcott jr.                               | Oliver Wolcott jr. (1760–1833)                   | 3 februari 1795          | 1 januari 1801    | John Adams (1797–1801)       | J. Adams                              |                          |
| 3      |                                                  | Samuel Dexter                                    | Samuel Dexter (1761–1816)                        | 1 januari 1801           | 13 mei 1801       | John Adams (1797–1801)       | J. Adams                              | F                        |
| 3      | F                                                | Samuel Dexter                                    | Samuel Dexter (1761–1816)                        | 1 januari 1801           | 13 mei 1801       | Thomas Jefferson (1801–1809) | Jefferson                             |                          |
| 4      |                                                  | Albert Gallatin                                  | Albert Gallatin (1761–1849)                      | 12 mei 1801              | 8 februari 1814   | Thomas Jefferson (1801–1809) | Jefferson                             | DR                       |
| 4      | DR                                               | Albert Gallatin                                  | Albert Gallatin (1761–1849)                      | 12 mei 1801              | 8 februari 1814   | James Madison (1809–17)      | Madison                               |                          |
| 5      |                                                  | George Campbell                                  | George Campbell (1769–1848)                      | 8 februari 1814          | 6 oktober 1814    | James Madison (1809–17)      | Madison                               | DR                       |
| 6      |                                                  | Alexander Dallas                                 | Alexander Dallas (1759–1817)                     | 6 oktober 1818           | 22 oktober 1816   | James Madison (1809–17)      | Madison                               | DR                       |
| 7      |                                                  | William Crawford                                 | William Crawford (1772–1834)                     | 22 oktober 1816          | 6 maart 1825      | James Madison (1809–17)      | Madison                               | DR                       |
| 7      | DR                                               | William Crawford                                 | William Crawford (1772–1834)                     | 22 oktober 1816          | 6 maart 1825      | James Monroe (1817–25)       | Monroe                                |                          |
| 7      | DR                                               | William Crawford                                 | William Crawford (1772–1834)                     | 22 oktober 1816          | 6 maart 1825      | John Quincy Adams (1825–29)  | J.Q. Adams                            |                          |
| 8      |                                                  | Richard Rush                                     | Richard Rush (1780–1859)                         | 6 maart 1825             | 4 maart 1829      | John Quincy Adams (1825–29)  | J.Q. Adams                            | F (1825–28)              |
| 8      | NRP (1828–29)                                    | Richard Rush                                     | Richard Rush (1780–1859)                         | 6 maart 1825             | 4 maart 1829      | John Quincy Adams (1825–29)  | J.Q. Adams                            |                          |
| 9      |                                                  | Samuel Ingham                                    | Samuel Ingham (1779–1860)                        | 4 maart 1829             | 20 juni 1831      | D                            | Andrew Jackson (1829–1837)            | Jackson (1829–1837)      |
| Vacant |                                                  |                                                  |                                                  |                          |                   |                              | Andrew Jackson (1829–1837)            | Jackson (1829–1837)      |
| 10     |                                                  | Louis McLane                                     | Louis McLane (1786–1857)                         | 8 augustus 1831          | 28 mei 1833       | D                            | Andrew Jackson (1829–1837)            | Jackson (1829–1837)      |
| 11     |                                                  | William Duane                                    | William Duane (1780–1865)                        | 28 mei 1833              | 22 september 1833 | D                            | Andrew Jackson (1829–1837)            | Jackson (1829–1837)      |
| 12     |                                                  | Roger Taney                                      | Roger Taney (1777–1864)                          | 22 september 1833        | 1 juli 1834       | D                            | Andrew Jackson (1829–1837)            | Jackson (1829–1837)      |
| 13     |                                                  | Levi Woodbury                                    | Levi Woodbury (1789–1851)                        | 1 juli 1834              | 4 maart 1841      | D                            | Andrew Jackson (1829–1837)            | Jackson (1829–1837)      |
| 13     | D                                                | Levi Woodbury                                    | Levi Woodbury (1789–1851)                        | 1 juli 1834              | 4 maart 1841      | Martin Van Buren (1837–1841) | Van Buren                             |                          |
| 14     |                                                  | Thomas Ewing                                     | Thomas Ewing (1789–1873)                         | 4 maart 1841             | 13 september 1841 | W                            | William Henry Harrison (1841)         | W.H. Harrison            |
| 14     | W                                                | Thomas Ewing                                     | Thomas Ewing (1789–1873)                         | 4 maart 1841             | 13 september 1841 | John Tyler (1841–1845)       | Tyler                                 |                          |
| 15     |                                                  | Walter Forward                                   | Walter Forward (1786–1852)                       | 13 september 1841        | 1 maart 1843      | John Tyler (1841–1845)       | Tyler                                 | W                        |
| Vacant |                                                  |                                                  |                                                  |                          |                   | John Tyler (1841–1845)       | Tyler                                 |                          |
| 16     |                                                  | John Canfield Spencer                            | John Canfield Spencer (1788–1855)                | 8 maart 1843             | 2 mei 1844        | John Tyler (1841–1845)       | Tyler                                 | W                        |
| Vacant |                                                  |                                                  |                                                  |                          |                   | John Tyler (1841–1845)       | Tyler                                 |                          |
| 17     |                                                  | George Bibb                                      | George Bibb (1776–1859)                          | 4 juli 1844              | 8 maart 1845      | John Tyler (1841–1845)       | Tyler                                 | D                        |
| 17     | D                                                | George Bibb                                      | George Bibb (1776–1859)                          | 4 juli 1844              | 8 maart 1845      | James Polk (1845–1849)       | Polk                                  |                          |
| 18     |                                                  | Robert Walker                                    | Robert Walker (1801–1869)                        | 8 maart 1845             | 4 maart 1849      | James Polk (1845–1849)       | Polk                                  | D                        |
| 19     |                                                  | William Meredith                                 | William Meredith (1799–1873)                     | 4 maart 1849             | 22 juli 1850      | W                            | Zachary Taylor (1849–1850)            | Taylor                   |
| 19     | W                                                | William Meredith                                 | William Meredith (1799–1873)                     | 4 maart 1849             | 22 juli 1850      | Millard Fillmore (1850–1853) | Fillmore                              |                          |
| 20     |                                                  | Thomas Corwin                                    | Thomas Corwin (1794–1865)                        | 22 juli 1850             | 4 maart 1853      | Millard Fillmore (1850–1853) | Fillmore                              | W                        |
| 21     |                                                  | James Guthrie                                    | James Guthrie (1792–1869)                        | 4 maart 1853             | 4 maart 1857      | D                            | Franklin Pierce (1853–1857)           | Pierce                   |
| 22     |                                                  | Howell Cobb                                      | Howell Cobb (1815–1868)                          | 4 maart 1857             | 12 december 1860  | D                            | James Buchanan (1857–1861)            | Buchanan                 |
| 23     |                                                  | Philip Thomas                                    | Philip Thomas (1810–1890)                        | 12 december 1860         | 15 januari 1861   | D                            | James Buchanan (1857–1861)            | Buchanan                 |
| 24     |                                                  | John Adams Dix                                   | John Adams Dix (1798–1879)                       | 15 januari 1861          | 4 maart 1861      | D                            | James Buchanan (1857–1861)            | Buchanan                 |
| 25     |                                                  | Salmon Chase                                     | Salmon Chase (1808–1873)                         | 4 maart 1861             | 1 juli 1864       | R                            | Abraham Lincoln (1861–1865)           | Lincoln                  |
| 26     |                                                  | William Fessenden                                | William Fessenden (1806–1869)                    | 1 juli 1864              | 4 maart 1865      | R                            | Abraham Lincoln (1861–1865)           | Lincoln                  |
| 27     |                                                  | Hugh McCulloch                                   | Hugh McCulloch (1808–1895)                       | 4 maart 1865             | 4 maart 1869      | R                            | Abraham Lincoln (1861–1865)           | Lincoln                  |
| 27     | R                                                | Hugh McCulloch                                   | Hugh McCulloch (1808–1895)                       | 4 maart 1865             | 4 maart 1869      | Andrew Johnson (1865–1869)   | A. Johnson                            |                          |
| Vacant | Vacant                                           | Vacant                                           | Vacant                                           | Vacant                   | Vacant            | Vacant                       | Ulysses S. Grant (1869–1877)          | Grant                    |
| 28     |                                                  | George Boutwell                                  | George Boutwell (1818–1905)                      | 12 maart 1869            | 17 maart 1873     | R                            | Ulysses S. Grant (1869–1877)          | Grant                    |
| 29     |                                                  | William Adams Richardson                         | William Adams Richardson (1821–1896)             | 17 maart 1873            | 4 juni 1874       | R                            | Ulysses S. Grant (1869–1877)          | Grant                    |
| 30     |                                                  | Benjamin Bristow                                 | Benjamin Bristow (1832–1896)                     | 4 juni 1874              | 20 juni 1876      | R                            | Ulysses S. Grant (1869–1877)          | Grant                    |
| Vacant |                                                  |                                                  |                                                  |                          |                   |                              | Ulysses S. Grant (1869–1877)          | Grant                    |
| 31     |                                                  | Lot Morrill                                      | Lot Morrill (1813–1883)                          | 7 juli 1876              | 10 maart 1877     | R                            | Ulysses S. Grant (1869–1877)          | Grant                    |
| 31     | R                                                | Lot Morrill                                      | Lot Morrill (1813–1883)                          | 7 juli 1876              | 10 maart 1877     | Rutherford Hayes (1877–1881) | Hayes                                 |                          |
| 32     |                                                  | John Sherman                                     | John Sherman (1823–1900)                         | 10 maart 1877            | 4 maart 1881      | Rutherford Hayes (1877–1881) | Hayes                                 | R                        |
| 33     |                                                  | William Windom                                   | William Windom (1827–1891)                       | 4 maart 1881             | 14 november 1881  | R                            | James Garfield (1881)                 | Garfield                 |
| 33     | R                                                | William Windom                                   | William Windom (1827–1891)                       | 4 maart 1881             | 14 november 1881  | Chester Arthur (1881–1885)   | Arthur                                |                          |
| 34     |                                                  | Charles Folger                                   | Charles Folger (1818–1884)                       | 14 november 1881         | 4 september 1884  | Chester Arthur (1881–1885)   | Arthur                                | R                        |
| 35     |                                                  | Walter Gresham                                   | Walter Gresham (1832–1895)                       | 4 september 1884         | 30 oktober 1884   | Chester Arthur (1881–1885)   | Arthur                                | R                        |
| 36     |                                                  | Hugh McCulloch                                   | Hugh McCulloch (1808–1895)                       | 30 oktober 1884          | 8 maart 1885      | Chester Arthur (1881–1885)   | Arthur                                | R                        |
| 36     | R                                                | Hugh McCulloch                                   | Hugh McCulloch (1808–1895)                       | 30 oktober 1884          | 8 maart 1885      | Grover Cleveland (1885–1889) | Cleveland I                           |                          |
| 37     |                                                  | Daniel Manning                                   | Daniel Manning (1831–1887)                       | 8 maart 1885             | 1 april 1887      | Grover Cleveland (1885–1889) | Cleveland I                           | D                        |
| 38     |                                                  | Charles Fairchild                                | Charles Fairchild (1842–1924)                    | 1 april 1887             | 4 maart 1889      | Grover Cleveland (1885–1889) | Cleveland I                           | D                        |
| 39     |                                                  | William Windom                                   | William Windom (1827–1891)                       | 4 maart 1889             | 29 januari 1891   | R                            | Benjamin Harrison (1889–1893)         | B. Harrison (1889–1893)  |
| Vacant |                                                  |                                                  |                                                  |                          |                   |                              | Benjamin Harrison (1889–1893)         | B. Harrison (1889–1893)  |
| 40     |                                                  | Charles Foster                                   | Charles Foster (1828–1904)                       | 25 februari 1891         | 4 maart 1893      | R                            | Benjamin Harrison (1889–1893)         | B. Harrison (1889–1893)  |
| 41     |                                                  | John Carlisle                                    | John Carlisle (1834–1910)                        | 4 maart 1893             | 4 maart 1897      | D                            | Grover Cleveland (1893–1897)          | Cleveland II             |
| 42     |                                                  | Lyman Gage                                       | Lyman Gage (1836–1927)                           | 4 maart 1897             | 1 februari 1902   | R                            | William McKinley (1897–1901)          | McKinley                 |
| 42     |                                                  | Lyman Gage                                       | Lyman Gage (1836–1927)                           | 4 maart 1897             | 1 februari 1902   | R                            | Theodore Roosevelt (1901–1909)        | T. Roosevelt (1901–1909) |
| 43     |                                                  | Leslie Shaw                                      | Leslie Shaw (1848–1932)                          | 1 februari 1902          | 4 maart 1907      | R                            | Theodore Roosevelt (1901–1909)        | T. Roosevelt (1901–1909) |
| 44     |                                                  | George Cortelyou                                 | George Cortelyou (1862–1940)                     | 4 maart 1907             | 8 maart 1909      | R                            | Theodore Roosevelt (1901–1909)        | T. Roosevelt (1901–1909) |
| 44     |                                                  | George Cortelyou                                 | George Cortelyou (1862–1940)                     | 4 maart 1907             | 8 maart 1909      | R                            | William Howard Taft (1909–1913)       | Taft (1909–1913)         |
| 45     |                                                  | Franklin MacVeagh                                | Franklin MacVeagh (1837–1934)                    | 8 maart 1909             | 4 maart 1913      | R                            | William Howard Taft (1909–1913)       | Taft (1909–1913)         |
| 46     |                                                  | William McAdoo                                   | William McAdoo (1863–1941)                       | 4 maart 1913             | 16 december 1918  | D                            | Woodrow Wilson (1913–1921)            | Wilson                   |
| 47     |                                                  | Carter Glass                                     | Carter Glass (1858–1946)                         | 16 december 1918         | 1 februari 1920   | D                            | Woodrow Wilson (1913–1921)            | Wilson                   |
| 48     |                                                  | David Houston                                    | David Houston (1866–1940)                        | 1 februari 1920          | 4 maart 1921      | D                            | Woodrow Wilson (1913–1921)            | Wilson                   |
| 49     |                                                  | Andrew Mellon                                    | Andrew Mellon (1855–1937)                        | 4 maart 1921             | 12 februari 1932  | R                            | Warren Harding (1921–1923)            | Harding                  |
| 49     | Calvin Coolidge (1923–1929)                      | Andrew Mellon                                    | Andrew Mellon (1855–1937)                        | 4 maart 1921             | 12 februari 1932  | R                            | Coolidge                              |                          |
| 49     | Herbert Hoover (1929–1933)                       | Andrew Mellon                                    | Andrew Mellon (1855–1937)                        | 4 maart 1921             | 12 februari 1932  | R                            | Hoover                                |                          |
| 50     | Herbert Hoover (1929–1933)                       |                                                  | Ogden Mills                                      | Ogden Mills (1884–1937)  | 12 februari 1932  | 4 maart 1933                 | Hoover                                | R                        |
| 51     |                                                  | William Woodin                                   | William Woodin (1868–1934)                       | 4 maart 1933             | 1 januari 1934    | R                            | Franklin Delano Roosevelt (1933–1945) | F.D. Roosevelt           |
| 52     |                                                  | Henry Morgenthau jr.                             | Henry Morgenthau jr. (1891–1967)                 | 1 januari 1934           | 22 juli 1945      | D                            | Franklin Delano Roosevelt (1933–1945) | F.D. Roosevelt           |
| 52     |                                                  | Henry Morgenthau jr.                             | Henry Morgenthau jr. (1891–1967)                 | 1 januari 1934           | 22 juli 1945      | D                            | Harry S. Truman (1945–1953)           | Truman                   |
| 53     |                                                  | Fred Vinson                                      | Fred Vinson (1890–1953)                          | 22 juli 1945             | 22 juni 1946      | D                            | Harry S. Truman (1945–1953)           | Truman                   |
| 54     |                                                  | John Snyder                                      | John Snyder (1895–1985)                          | 22 juni 1946             | 20 januari 1953   | D                            | Harry S. Truman (1945–1953)           | Truman                   |
| 55     |                                                  | George Humphrey                                  | George Humphrey (1890–1970)                      | 20 januari 1953          | 29 juli 1957      | R                            | Dwight D. Eisenhower (1953–1961)      | Eisenhower               |
| 56     |                                                  | Robert Anderson                                  | Robert Anderson (1910–1989)                      | 29 juli 1957             | 20 januari 1961   | R                            | Dwight D. Eisenhower (1953–1961)      | Eisenhower               |
| 57     |                                                  | Douglas Dillon                                   | Douglas Dillon (1909–2003)                       | 20 januari 1961          | 1 april 1965      | R                            | John F. Kennedy (1961–1963)           | Kennedy                  |
| 57     | Lyndon B. Johnson (1963–1969)                    | Douglas Dillon                                   | Douglas Dillon (1909–2003)                       | 20 januari 1961          | 1 april 1965      | R                            | L.B. Johnson                          |                          |
| 58     | Lyndon B. Johnson (1963–1969)                    |                                                  | Henry Fowler                                     | Henry Fowler (1908–2000) | 1 april 1965      | 20 december 1968             | L.B. Johnson                          | D                        |
| 59     | Lyndon B. Johnson (1963–1969)                    |                                                  | Joseph Barr                                      | Joseph Barr (1918–1996)  | 20 december 1968  | 20 januari 1969              | L.B. Johnson                          | D                        |
| 60     |                                                  | David Kennedy                                    | David Kennedy (1905–1996)                        | 20 januari 1969          | 11 februari 1971  | R                            | Richard Nixon (1969–1974)             | Nixon                    |
| 61     |                                                  | John Connally                                    | John Connally (1917–1993)                        | 11 februari 1971         | 12 juni 1972      | D                            | Richard Nixon (1969–1974)             | Nixon                    |
| 62     |                                                  | George Shultz                                    | George Shultz (1920–2021)                        | 12 juni 1972             | 8 mei 1974        | R                            | Richard Nixon (1969–1974)             | Nixon                    |
| 63     |                                                  | William Simon                                    | William Simon (1927–2000)                        | 8 mei 1974               | 20 januari 1977   | R                            | Richard Nixon (1969–1974)             | Nixon                    |
| 63     |                                                  | William Simon                                    | William Simon (1927–2000)                        | 8 mei 1974               | 20 januari 1977   | R                            | Gerald Ford (1974–1977)               | Ford                     |
| 64     |                                                  | Michael Blumenthal                               | Michael Blumenthal (1926)                        | 20 januari 1977          | 4 augustus 1979   | D                            | Jimmy Carter (1977–1981)              | Carter                   |
| 65     |                                                  | William Miller                                   | William Miller (1925–2006)                       | 4 augustus 1979          | 20 januari 1981   | D                            | Jimmy Carter (1977–1981)              | Carter                   |
| 66     |                                                  | Donald Regan                                     | Donald Regan (1918–2003)                         | 20 januari 1981          | 1 februari 1985   | R                            | Ronald Reagan (1981–1989)             | Reagan                   |
| 67     |                                                  | James Baker                                      | James Baker (1930)                               | 1 februari 1985          | 17 augustus 1988  | R                            | Ronald Reagan (1981–1989)             | Reagan                   |
| [ 15 ] |                                                  | Peter McPherson                                  | Peter McPherson (1940)                           | 17 augustus 1988         | 15 september 1988 | R                            | Ronald Reagan (1981–1989)             | Reagan                   |
| 68     |                                                  | Nicholas Brady                                   | Nicholas Brady (1930)                            | 15 september 1988        | 20 januari 1993   | R                            | Ronald Reagan (1981–1989)             | Reagan                   |
| 68     |                                                  | Nicholas Brady                                   | Nicholas Brady (1930)                            | 15 september 1988        | 20 januari 1993   | R                            | George H.W. Bush (1989–1993)          | G.H.W. Bush              |
| 69     |                                                  | Lloyd Bentsen                                    | Lloyd Bentsen (1921–2006)                        | 20 januari 1993          | 22 december 1994  | D                            | Bill Clinton (1993–2001)              | Clinton                  |
| [ 15 ] |                                                  |                                                  | Frank Newman (1942)                              | 22 december 1994         | 11 januari 1995   | O                            | Bill Clinton (1993–2001)              | Clinton                  |
| 70     |                                                  | Robert Rubin                                     | Robert Rubin (1938)                              | 11 januari 1995          | 2 juli 1999       | D                            | Bill Clinton (1993–2001)              | Clinton                  |
| 71     |                                                  | Lawrence Summers                                 | Lawrence Summers (1954)                          | 2 juli 1999              | 20 januari 2001   | D                            | Bill Clinton (1993–2001)              | Clinton                  |
| 72     |                                                  | Paul O'Neill                                     | Paul O'Neill (1935–2020)                         | 20 januari 2001          | 1 januari 2003    | R                            | George W. Bush (2001–2009)            | G.W. Bush                |
| [ 15 ] |                                                  | Kenneth Dam                                      | Kenneth Dam (1932–2022)                          | 1 januari 2003           | 3 februari 2003   | R                            | George W. Bush (2001–2009)            | G.W. Bush                |
| 73     |                                                  | John Snow                                        | John Snow (1939)                                 | 3 februari 2003          | 30 juni 2006      | R                            | George W. Bush (2001–2009)            | G.W. Bush                |
| [ 15 ] |                                                  | Robert Kimmitt                                   | Robert Kimmitt (1947)                            | 30 juni 2006             | 10 juli 2006      | R                            | George W. Bush (2001–2009)            | G.W. Bush                |
| 74     |                                                  | Hank Paulson                                     | Hank Paulson (1946)                              | 10 juli 2006             | 20 januari 2009   | R                            | George W. Bush (2001–2009)            | G.W. Bush                |
| [ 15 ] |                                                  | Stuart Levey                                     | Stuart Levey (1960)                              | 20 januari 2009          | 26 januari 2009   | O                            | Barack Obama (2009–2017)              | Obama                    |
| 75     |                                                  | Timothy Geithner                                 | Timothy Geithner (1961)                          | 26 januari 2009          | 26 januari 2013   | O                            | Barack Obama (2009–2017)              | Obama                    |
| [ 15 ] |                                                  | Neal Wolin                                       | Neal Wolin (1961)                                | 26 januari 2013          | 28 februari 2013  | D                            | Barack Obama (2009–2017)              | Obama                    |
| 76     |                                                  | Jack Lew                                         | Jack Lew (1955)                                  | 28 februari 2013         | 20 januari 2017   | D                            | Barack Obama (2009–2017)              | Obama                    |
| [ 15 ] |                                                  | Adam Szubin                                      | Adam Szubin (1973)                               | 20 januari 2017          | 13 februari 2017  | D                            | Donald Trump (2017–2021)              | Trump I                  |
| 77     |                                                  | Steven Mnuchin                                   | Steven Mnuchin (1962)                            | 13 februari 2017         | 20 januari 2021   | R                            | Donald Trump (2017–2021)              | Trump I                  |
| [ 15 ] |                                                  | Andy Baukol                                      | Andy Baukol (1970)                               | 20 januari 2021          | 25 januari 2021   | O                            | Joe Biden (2021–2025)                 | Biden                    |
| 78     |                                                  | Janet Yellen                                     | Janet Yellen (1946)                              | 26 januari 2021          | 20 januari 2025   | D                            | Joe Biden (2021–2025)                 | Biden                    |
| [ 15 ] |                                                  | David Lebryk                                     | David Lebryk                                     | 20 januari 2025          | 28 januari 2025   | O                            | Donald Trump (2025–heden)             | Trump II                 |
| 79     |                                                  | Scott Bessent                                    | Scott Bessent (1962)                             | 28 januari 2025          | heden             | R                            | Donald Trump (2025–heden)             | Trump II                 |

## Onderministers van Financiën (1993–heden)
| Nr.    | Onderminister van Financiën Deputy Secretary of the Treasury | Onderminister van Financiën Deputy Secretary of the Treasury | Onderminister van Financiën Deputy Secretary of the Treasury | Ambtstermijn      | Ambtstermijn     | Partij(en) | President(en)              | Kabinet(en) |
| ------ | ------------------------------------------------------------ | ------------------------------------------------------------ | ------------------------------------------------------------ | ----------------- | ---------------- | ---------- | -------------------------- | ----------- |
| 5      |                                                              |                                                              | Roger Altman (1946)                                          | 20 januari 1993   | 18 augustus 1994 | D          | Bill Clinton (1993–2001)   | Clinton     |
| Vacant |                                                              |                                                              |                                                              |                   |                  |            | Bill Clinton (1993–2001)   | Clinton     |
| 6      |                                                              |                                                              | Frank Newman (1942)                                          | 28 september 1994 | 5 maart 1995     | D          | Bill Clinton (1993–2001)   | Clinton     |
| 7      |                                                              | Lawrence Summers                                             | Lawrence Summers (1954)                                      | 5 maart 1995      | 2 juli 1999      | D          | Bill Clinton (1993–2001)   | Clinton     |
| Vacant |                                                              |                                                              |                                                              |                   |                  |            | Bill Clinton (1993–2001)   | Clinton     |
| 8      |                                                              | Stu Eizenstat                                                | Stu Eizenstat (1943)                                         | 16 juli 1999      | 20 januari 2001  | D          | Bill Clinton (1993–2001)   | Clinton     |
| 9      |                                                              | Kenneth Dam                                                  | Kenneth Dam (1932–2022)                                      | 20 januari 2001   | 14 juli 2004     | R          | George W. Bush (2001–2009) | G. W. Bush  |
| Vacant |                                                              |                                                              |                                                              |                   |                  |            | George W. Bush (2001–2009) | G. W. Bush  |
| 10     |                                                              | SamuelBodman                                                 | Samuel Bodman (1938–2018)                                    | 14 augustus 2004  | 1 februari 2005  | R          | George W. Bush (2001–2009) | G. W. Bush  |
| Vacant |                                                              |                                                              |                                                              |                   |                  |            | George W. Bush (2001–2009) | G. W. Bush  |
| 11     |                                                              | Robert Kimmitt                                               | Robert Kimmitt (1947)                                        | 15 augustus 2005  | 20 januari 2009  | R          | George W. Bush (2001–2009) | G. W. Bush  |
| Vacant | Vacant                                                       | Vacant                                                       | Vacant                                                       | Vacant            | Vacant           | Vacant     | Barack Obama (2009–2017)   | Obama       |
| 12     |                                                              | Neal Wolin                                                   | Neal Wolin (1961)                                            | 18 mei 2009       | 31 augustus 2013 | D          | Barack Obama (2009–2017)   | Obama       |
| [ 15 ] |                                                              | Mary Miller                                                  | Mary Miller (1955)                                           | 31 augustus 2013  | 20 maart 2014    | D          | Barack Obama (2009–2017)   | Obama       |
| 13     |                                                              | Sarah Bloom Raskin                                           | Sarah Bloom Raskin (1961)                                    | 20 maart 2014     | 20 januari 2021  | D          | Barack Obama (2009–2017)   | Obama       |
| Vacant | Vacant                                                       | Vacant                                                       | Vacant                                                       | Vacant            | Vacant           | Vacant     | Donald Trump (2017–2021)   | Trump       |
| [ 15 ] |                                                              | Sigal Mandelker                                              | Sigal Mandelker (1971)                                       | 27 juni 2017      | 12 december 2018 | R          | Donald Trump (2017–2021)   | Trump       |
| 14     |                                                              | Justin Muzinich                                              | Justin Muzinich (1977)                                       | 12 december 2018  | 20 januari 2021  | R          | Donald Trump (2017–2021)   | Trump       |
| Vacant | Vacant                                                       | Vacant                                                       | Vacant                                                       | Vacant            | Vacant           | Vacant     | Joe Biden (2021–2025)      | Biden       |
| 15     |                                                              | Wally Adeyemo                                                | Wally Adeyemo (1981)                                         | 26 maart 2021     | 20 januari 2025  | D          | Joe Biden (2021–2025)      | Biden       |